# Bonaventure Kalou
Bonaventure Kalou (Oumé, 12 gennaio 1978) è un ex calciatore ivoriano, di ruolo attaccante.
È fratello di Salomon.

## Caratteristiche tecniche
Era un attaccante, con mansioni talvolta di trequartista destro o centrale.

## Carriera

### Club
Debutta nel calcio professionistico nell'ASEC Abidjan nel 1996 come molti dei suoi connazionali. Si trasferisce poi nei Paesi Bassi al Feyenoord, dove resta fino al 2003, anno in cui debutta nell'Auxerre. Vi gioca per un paio d'anni, per poi trasferirsi al Paris Saint-Germain. Nel 2007 trascorre un breve periodo al Lens, prima di venire acquistato dall'Al-Jazira Club. Nell'estate del 2008, passa all'Heerenveen.

### Nazionale

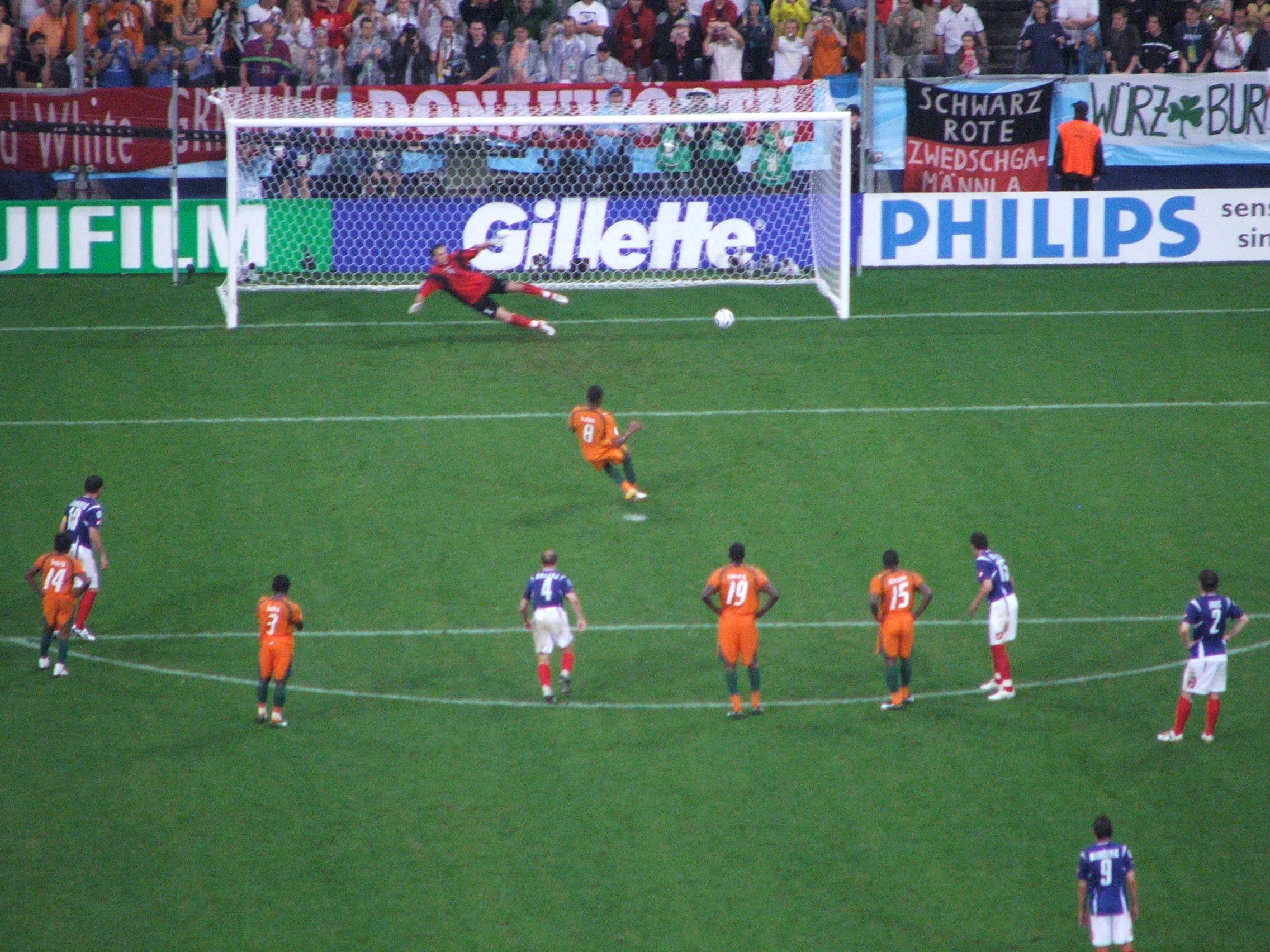
Kalou batte un rigore contro la Serbia ai Mondiale di calcio del 2006

Ha debuttato in Nazionale il 9 gennaio del 2000 in Costa d'Avorio-Egitto (2-0), raccogliendo poi 51 presenze totali (di cui 2 al Mondiale di calcio 2006 in Germania) e 12 gol (uno a Germania 2006).

## Palmarès

### Club

#### Competizioni nazionali
- Campionato olandese: 1

Feyenoord: 1998-1999
- Supercoppa dei Paesi Bassi: 1

Feyenoord: 1999
- Coppa di Francia: 2

Auxerre: 2004-2005
Paris Saint-Germain: 2005-2006
- Coppa dei Paesi Bassi: 1

Heerenveen: 2008-2009

#### Competizioni internazionali
- Coppa UEFA: 1

Feyenoord: 2001-2002